# Grabkiste von Kobberup

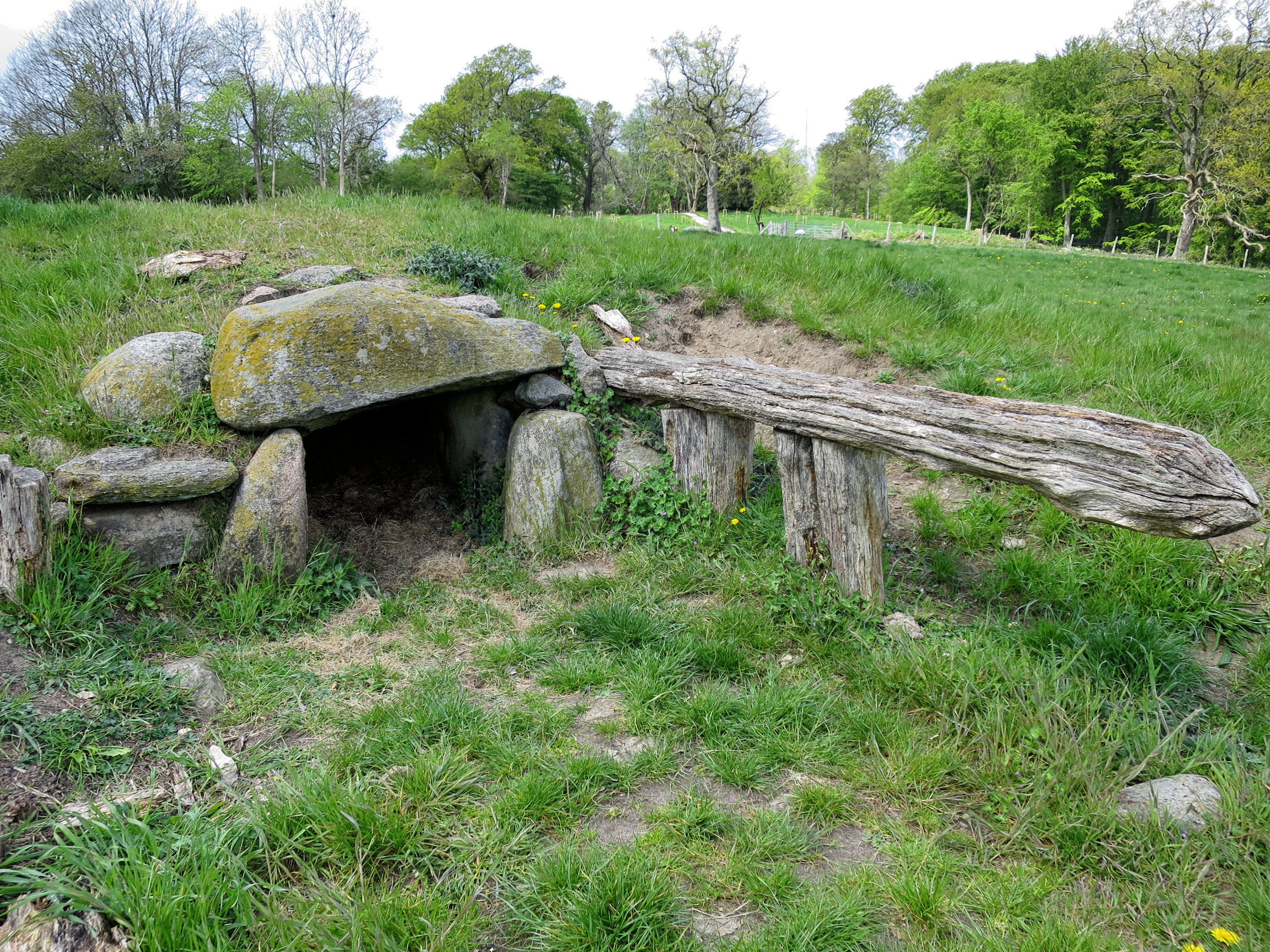
Grabkiste von Kobberup

Die gut erhaltene Grabkiste von Kobberup bei Skive in der Region Midtjylland in Jütland in Dänemark wurde 1966 ausgegraben. Die Grabkiste (dänisch gravkiste) lag in einem aus Heidekraut und Torf aufgebauten Grabhügel. Ihr Inhalt blieb gut erhalten.
Der Hügel war ziemlich zerstört. Er enthielt aber eine 4 m lange, ungestörte Steinkammer. Für den Toten wurde vor Ort ein Plankensarg gebaut. Er war etwa 1,3 m lang und 1 m breit. Die Höhe betrug etwa 30 cm. Nur der innere Teil der Kiste, dort wo die Leiche lag, war mit Brettern ausgeschlagen, während der übrige Teil frei war.
Der Ost-West orientierte Tote lag möglicherweise auf einer Strohschicht und war in ein Fell eingewickelt. Zu den Beigaben gehörten zwei Gefäße aus Birkenrinde, ein Holzteller, zwei Äxte sowie Bernsteinschmuck.
Die Toten der Einzelgrabkultur wurden in der Regel und vor allem anfangs einzeln bestattet. Kollektivbestattungen fanden sich nördlich von Grenaa. Eine Kiste bei Gjerrild enthielt sechs Erwachsene, einen jungen Mann und drei Kinder. Im Brustbein eines der Männer wurde eine Pfeilspitze des so genannten „Typ D-pil“ gefunden, die von der Grübchenkeramischen Kultur (GKK) entwickelt wurde.
In der Nähe liegen das Ganggrab von Gamskær und der Møllehøje von Kobberup.